# Le donne vere hanno le curve
Le donne vere hanno le curve (Real Women Have Curves) è un film del 2002 diretto da Patricia Cardoso, in cui la giovane protagonista è interpretata dall'attrice America Ferrera. Il film è tratto dall'opera teatrale Real Women Have Curves di Josefina Lopez.
Il film ha ottenuto cinque milioni di dollari e ha portato alla notorietà l'allora sconosciuta al pubblico America Ferrera.
In Italia è uscito il 14 marzo 2003.
Nel 2019 è stato scelto per la conservazione nel National Film Registry della Biblioteca del Congresso degli Stati Uniti

## Trama
Ana Garcia è un'adolescente messicana che vive nella zona ad est di Los Angeles. Mentre la ragazza frequenta la Beverly Hills High School, dove si distingue come un'ottima studentessa, lavora in condizioni di degrado e sfruttamento presso la sartoria di sua sorella affiancata da sua madre Carmen, che considera tale impiego la massima vocazione per la sua figlia minore.
Al contrario Ana, incoraggiata dal suo insegnante, il Signor Guzman, desidera poter frequentare la prestigiosa Columbia University.
Prima di portare a termine il suo obiettivo, Ana deve tentare di equilibrare la visione tradizionale femminile di sua madre con la sua e, al contempo, accettare la propria immagine corporea e sperimentare una nuova storia d'amore.